# Melodifestivalen 1987
Melodifestivalen 1987 var den 27:e upplagan av musiktävlingen Melodifestivalen och samtidigt Sveriges uttagning till Eurovision Song Contest 1987. 
Finalen hölls i Lisebergshallen i Göteborg den 21 februari 1987, där melodin "Fyra Bugg & en Coca Cola", framförd av Lotta Engberg, vann, genom att ha fått högst totalpoäng av jurygrupperna. Tävlingen lämnade återigen huvudstaden och precis som tidigare år som Göteborg fått stå värd på 80-talet användes Lisebergshallen, eftersom man kunde ta in en betydligt större mängd publik jämfört med tidigare år. Den budgetnedskärning som gjorts de två tidigare åren behövdes inte göras det här året och därför togs orkestern tillbaks igen. Startfältet utökades också med två bidrag, från tio till tolv bidrag. För första gången någonsin tvingades Sveriges Television att göra ändringar i vinnarbidraget, eftersom de gjorde otillåten marknadsföring i texten.
Fyra Bugg & en Coca Cola fick sedan representera Sverige i ESC 1987 som arrangerades i Bryssel i Belgien den 9 maj 1987.

## Tävlingsupplägg[1]
Då Sveriges Television under många år fått kritik för att bidrag behövde skickas in via musikförlag kopplade till Svenska Musikförläggareföreningen (SMFF) valde man att slutligen slopa den regeln. Istället fick de sändas in direkt till SVT som tog emot totalt 1 502 bidrag.
De etablerade formatet där hälften av bidragen röstas vidare till en finalomgång återanvändes även detta år, och för att ge tittarna ännu mer musik utökades startfältet från tio till tolv bidrag. Bert Karlssons skivbolag Mariann Grammofon dominerade tävlingen med sina sju tävlande bidrag.
För första gången i Melodifestivalen tävlade ett bidrag med en uppenbar reklamtext, i det här fallet för Coca-Cola. Då den låten ("Fyra Bugg & en Coca Cola") vann finalen, fick den textdelen av låten skrivas om till Boogaloo, dansa rock'n rolla, eftersom EBU inte tillät någon som helst reklam i ESC-bidrag då, en regel som finns kvar än idag. Därmed blev det också tredje gången som Sverige tävlade med en låt som slutar på loo, vilket betyder toalett på engelska. Till skillnad från "Waterloo" och "Diggi-loo diggi-ley" lyckades inte "Boogaloo" vinna Eurovision Song Contest.
Låtskrivaren Bobby Ljunggren tävlade för första gången i Melodifestivalen med bidraget "När morgonstjärnan brinner" som slutade på 3:e plats. Till dags dato är han en av tävlingens mest framgångsrika upphovsmän med 5 segrar och över 50 tävlande bidrag genom åren.

### Återkommande artister
| Artist          | Tidigare år (med placering) (Melodifestivalen) | Tidigare år (med placering) (ESC) |
| --------------- | ---------------------------------------------- | --------------------------------- |
| Anna Book       | 1986 (5:a)                                     | –                                 |
| Baden-Baden     | 1986 (6:a)                                     | –                                 |
| Lena Philipsson | 1986 (2:a)                                     | –                                 |
| Lotta Engberg   | 19841 (2:a)                                    | –                                 |
| Paul Sahlin     | 19802 (9:a)                                    | –                                 |
| Sound of Music  | 1986 (4:a)                                     | –                                 |
| Style           | 1986 (3:a)                                     | –                                 |

1 1984 tävlade Lotta Engberg med namnet Lotta Pedersen och sjöng duett tillsammans med Göran Folkestad.

2 1980 tävlade Paul Sahlin under pseudonymen Paul Paljett.

## Finalkvällen
Finalen av festivalen 1987 direktsändes i TV1 den 21 februari 1987 kl. 20.00-22.45 från Lisebergshallen i Göteborg. Programledare var Fredrik Belfrage och kapellmästare var Curt-Eric Holmquist. Kören bestod av Caj Högberg, Katarina Milton, Peeter Wiik och Birgitta Zindulka.
Först framfördes de tolv bidragen och jurygrupperna röstade i en sluten omröstning. De sex bidrag som fått högst totalpoäng tog sig vidare till den andra röstningsomgången, medan resterande bidrag fick dela lika på sjundeplatsen. Nu nollställdes de tidigare rösterna och alla började om från noll igen. Efter en kortare genomgång av låtarna fick jurygrupperna rösta på nytt enligt skalan 1, 2, 4, 6, 8 och 10 poäng. Det bidraget som fick högst totalpoäng i den andra omgången utropades till vinnare.

### Första omgången

#### Startlista
Nedan listas bidragen i startordning i den första omgången. Bidrag med beige bakgrund tog sig till andra omgången.
Resterande låtar placerade sig på delad sjunde plats.
| Nr | Artist                       | Låt                        | Upphovsmän (Text & musik)                                           | Anmärkning |
| -- | ---------------------------- | -------------------------- | ------------------------------------------------------------------- | ---------- |
| 1  | Sound of Music               | Alexandra                  | Peter Grönvall (tm), Angelique Widengren (tm), Nanne Nordqvist (tm) | Till final |
| 2  | Annica Jonsson               | Nya illusioner             | Christer Lundh (t), Mikael Wendt (m)                                | Utslagen   |
| 3  | Cyndee Peters                | När morgonstjärnan brinner | Ingela 'Pling' Forsman (t), Bobby Ljunggren (m), Håkan Almqvist (m) | Till final |
| 4  | Paul Sahlin & Anne Kihlström | Ung och evig               | Alf Brink (t), Paul Sahlin (m)                                      | Utslagen   |
| 5  | Jan-Eric Karlzon             | Flyktingen                 | Kenth Larsson (t), Jan-Eric Karlzon (m)                             | Utslagen   |
| 6  | Baden-Baden                  | Leva livet                 | Margareta Karlsson (t), Anders Nylander (m)                         | Utslagen   |
| 7  | Arja Saijonmaa               | Högt över havet            | Lasse Holm (tm)                                                     | Till final |
| 8  | Robert Wells                 | Sommarnatt                 | Jan-Olov Ståhl (t), Göran Folkestad (m)                             | Utslagen   |
| 9  | Style                        | Hand i hand                | Christer Sandelin (tm), Tommy Ekman (tm)                            | Till final |
| 10 | Lena Philipsson              | Dansa i neon               | Peo Thyrén (t), Ola Håkansson (t), Tim Norell (m)                   | Till final |
| 11 | Anna Book                    | Det finns en morgondag     | Ingela 'Pling' Forsman (t), Jan Askelind (m)                        | Utslagen   |
| 12 | Lotta Engberg                | Fyra Bugg & en Coca Cola   | Christer Lundh (t), Mikael Wendt (m)                                | Till final |

### Andra omgången

#### Poäng och placeringar
| Nr | Låt                        | 15-20 | 20-25 | 25-30 | 30-35 | 35-40 | 40-45 | 45-50 | 50-55 | 55-60 | Summa | Plac. |
| -- | -------------------------- | ----- | ----- | ----- | ----- | ----- | ----- | ----- | ----- | ----- | ----- | ----- |
| 1  | Alexandra                  | 10    | 1     | 10    | 6     | 8     | 4     | 2     | 1     | 2     | 44    | 4     |
| 3  | När morgonstjärnan brinner | 6     | 10    | 4     | 4     | 1     | 1     | 8     | 6     | 6     | 46    | 3     |
| 7  | Högt över havet            | 8     | 2     | 2     | 8     | 6     | 8     | 10    | 10    | 4     | 58    | 2     |
| 9  | Hand i hand                | 1     | 8     | 1     | 2     | 2     | 6     | 4     | 4     | 1     | 29    | 6     |
| 10 | Dansa i neon               | 4     | 4     | 8     | 10    | 4     | 2     | 1     | 2     | 8     | 43    | 5     |
| 12 | Fyra Bugg & en Coca Cola   | 2     | 6     | 6     | 1     | 10    | 10    | 6     | 8     | 10    | 59    | 1     |

## Eurovision Song Contest

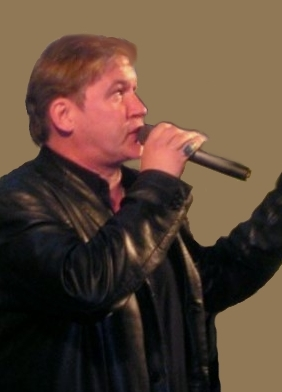
Johnny Logan tävlade för andra gången för Irland och tog hem segern, som gjorde honom till den första (och dittills enda) artist som vunnit ESC två gånger.

Belgiens första (och kontroversiella) seger föregående år gjorde att landet fick stå värd det här året. Belgien, som varit med sedan starten 1956, lyckades vinna på sitt trettioandra försök och hade innan dess blivit sist sex gånger och endast lyckats nå en andraplats som bästa resultat. Man valde att förlägga tävlingen till huvudstaden Bryssel den 9 maj 1987. Det här året blev det hela tjugotvå länder som deltog, vilket också blev ett nytt rekord, i och med att alla länder som tävlade året återkom samt att Grekland och Italien gjorde comeback efter ett års uppehåll. Efter det här året har det alltid varit över tjugo tävlande länder.
Det mest minnesvärda bidraget från 1987 års ESC anses ofta Israels bidrag vara, som framfördes av komikerduon Datner & Kushnir med låten ”Shir Ha’batlanim” (Latmaskarnas sång). Iklädda i kostymer som direkt gav associationer till Blues Brothers utförde duon med munter sång om en vacker dag i parken då fåglarna sjunger, samtidigt som de utförde volter och andra påhitt på scenen, med refrängen ”Huppa Hule Hule Hule Huppa Hule Hule Hule…” Bidraget ansågs vara mycket kontroversiellt i hemlandet – Israels kulturminister hotade att avgå om låten framfördes, vilket han dock inte gjorde. Låten slutade på en åttonde plats, och hade på förhand fått fyra getingar av Expressen.
Sverige tävlade som nummer sex (av tjugotvå länder) och slutade efter juryöverläggningarna på tolfte plats med 50 poäng, strax efter värdlandets elfteplats. Irland tog för tredje gången hem segern (med 172 poäng) och det blev en historisk seger i och med att dess artist Johnny Logan blev därmed den första artisten att vinna ett Eurovision Song Contest två gånger. Detta hade aldrig tidigare hänt. Irland vann också med stor marginal mot tvåan Västtyskland, som fick ihop 141 poäng. Trea blev Italien med 103 poäng. För sjätte gången sedan 1975 slutade ett land på noll poäng. Oturen föll den här gången på Turkiets "Sarkim Sevgi Üstüne".

### Fotnoter
1. ↑  ”Melodifestivalen 1987”. Sveriges Television. https://www.svt.se/melodifestivalen/melodifestivalen-1987/. Läst 22 oktober 2012.